# トヨタ・ウィッシュ
ウィッシュ（WISH）は、トヨタ自動車が2003年から2017年まで生産・販売していたミニバン型の乗用車である。ミニバンとしては全高が低く抑えられたデザインとなっている。

## 概要
1994年のホンダ・オデッセイの登場以降、日本のミニバンはバリエーションを広げ、日産・セレナを始めとするセミキャブオーバー型、マツダ・MPVを始めとする2BOX型といった様々なタイプが誕生していた。2000年、本田技研工業はミニバンのユーティリティ性と走行性能の両立を図ったストリームを発売した。これは低重心でセダンに匹敵する走行性能を備えた画期的な車種であった。
ウィッシュは、セダンに匹敵する走行性能を実現するため、トヨタ自動車の5ナンバーセダンであるプレミオやアリオンのMCプラットフォームのホイールベースを延長したものをベースに開発された。そのため、着座位置はプレミオ、アリオンとほぼ同等の高さに抑えられ、1590mmという低い全高を実現している。コンパクトな5ナンバーサイズで低全高、スポーティを意識したパッケージングはホンダ・ストリームと類似している。
販売面においては、イプサムが2代目へのフルモデルチェンジで大型化したことによりその後継を担う目的も与えられているが、初代イプサムとはエンジンの排気量が異なるほか、初代イプサムが「ファミリー」重視とした反面、ウィッシュは「スポーティ」を多く取り入れた内外装やグレード構成にするなど、両車種の違いは少なくない。そのため、トヨタではイプサムの後継車種ではないと説明している。
2010年代以降、全高が1700mmを超え、スライドドアを備えたセミキャブオーバー型のミニバンの走行性能の向上や人気の集中、SUVの台頭によるミニバン人気の低下などにより、販売台数が低下していった。そのため、2017年10月をもって生産・販売を終了した。なお、ライバルであるホンダ・ストリームも2014年5月に生産を終了している。
生産は初代が堤工場（第2ライン）で、2代目が田原工場（第2ライン）。当初は日本専用車であったが、のちにタイ王国、台湾でも現地生産されるようになった。台湾市場においてはタクシーとしての需要が大きく、初代・2代目とも頻繁に見かける。また、日本とは異なり、7人乗りでもタクシー登録をすることができる（タクシー専用グレードは5人乗りのみ）。
2代目は自衛隊で業務車1号として導入された。これはステーションワゴンの車種が減少し、使用できる車種が少なくなったためである。また、2003年末ごろより日本仕様車を中心に、香港・シンガポール・マレーシアといった国々へも自動車輸出業者により輸出されている。

## 初代 ZNE1#G/ANE10G/ANE11W型（2003年 - 2009年）
開発主査およびチーフエンジニアは、カローラシリーズ（5代目、9代目セダン、初代フィールダー、ランクス、スパシオ）も手掛けた吉田健。プラットフォームはプレミオ・アリオンのものをベースに、ホイールベースを延長するなどの改良がなされた。スタイリングを重視した結果、スライドレールによりデザインに制限が出るスライドドアを採用せず、後席ドアも前席ドアと同じ前ヒンジドアである。
グレード構成はベーシックな「X」、上級の「G」を基本に、トップモデルとして、2.0Lモデルにオーバーフェンダーと17インチタイヤ、シーケンシャルCVTを与えたスポーティな「Z」を据える。「Z」はオーバーフェンダーにより幅が1,700mmを超えるため、3ナンバー車である（その他のグレードは5ナンバー）。また1.8Lモデルには、スポーティグレードの「Sパッケージ」（2005年9月のマイナーチェンジで「Aero sportsパッケージ」に名称変更）、社用車向け廉価グレードの「Eパッケージ」が設定された。「Z」では2列目シートにキャプテンシートを採用したため6人乗りであるが、他のグレードでは2列目シートがベンチシートの7人乗りである。

### メカニズム
エンジン
1.8Lと2.0Lの2機種。1.8Lにのみ4WDが設定されている。基本的にプレミオ・アリオンに採用されたものと同一仕様であり、2機種ともアイシン精機（現・アイシン）が開発したベーン式VVT-i搭載エンジンの総称であるBEAMSという名が与えられている。
1.8L 1ZZ-FE型
2003年1月の発売時に投入されたもの。前方吸気・後方排気の横置き配置で搭載されている。吸気側に VVT-i を搭載しており、 ECUを16ビットから32ビットに高度化することでノッキング対策や緻密な燃料カットを行う他、排気再循環も活用する。吸排気バルブ挟み角は33.1°で、コンパクトな燃焼室を形成している。燃焼室は斜めスキッシュを設けて、高圧縮比（10.0）とすることで高効率燃焼と摩擦損失低減を実現している。燃料インジェクターはシリンダーヘッドに直付してポートへの燃料付着を避けるとともに、レーザー加工を用いた12噴射孔ノズルを備え、燃料微粒化を促進する。シリンダーブロックはアルミニウム合金製であり、オイルポンプも小型化することで軽量化している。エキゾーストマニホールド後方と床下に2つの触媒を搭載し、2WD車には前者が酸化触媒、後者が三元触媒。4WD車は両方とも三元触媒である。

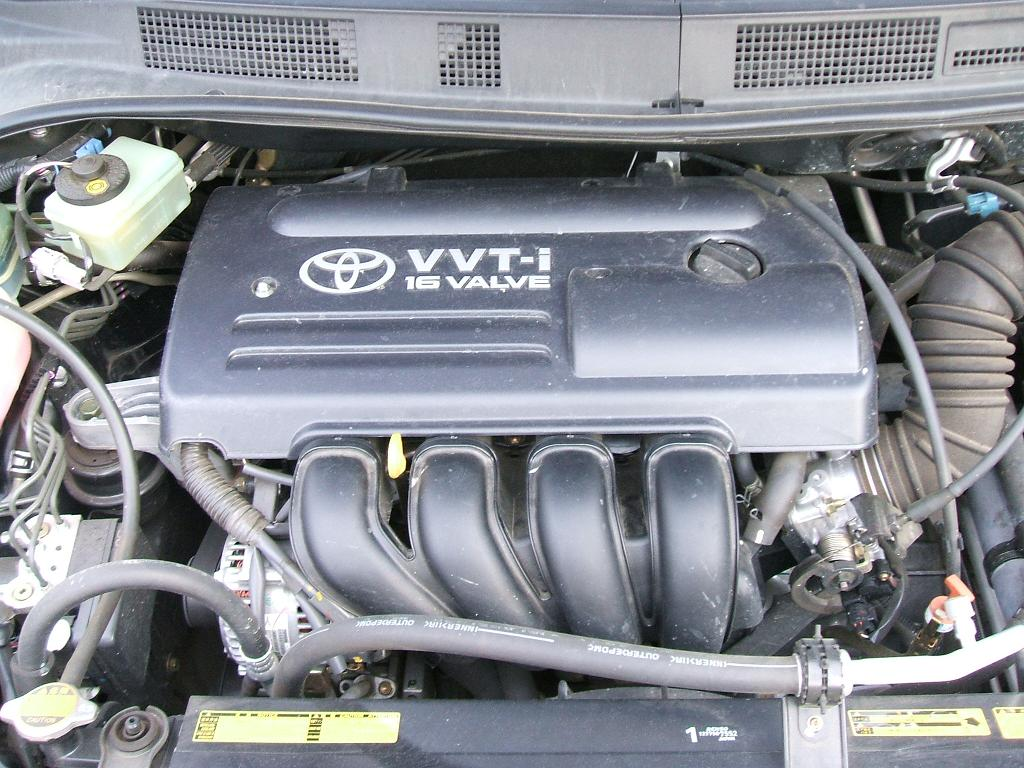
トヨタ・オーパに搭載されている1ZZ-FE型エンジン
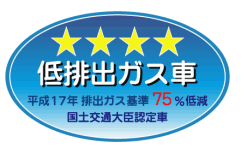
平成17年排出ガス基準75%低減認定ステッカー

2.0L 1AZ-FSE型
1.8L車の発売から約3か月遅れの2003年4月25日に追加設定された「Z」、「G」に搭載。2002年登場のプレミオ・アリオン搭載時、「平成12年基準排出ガス25％低減レベル」☆（1つ星）の『良－低排出ガス』認定に留まっており、2003年4月以降グリーン化減税の対象外となるため改良を行ったものである。
吸気側にVVT-iを搭載するとともに、ガソリン直噴・D-4を搭載している。トヨタ初のストイキ燃焼独立タンブルポートの片側にON-OFF式のスワールコントロールバルブを採用し、吸気管有効径を2段階に切り替える可変吸気システムを搭載する。低回転通常時は「成層燃焼」、低回転高負荷時は「弱成層燃焼」、高回転時は「均質燃焼」の3モードを切り替え、低燃費と高出力を両立する。スリットノズルのインジェクターによる扇型噴霧が燃料微粒化を促進するとともにピストン冠面の吸気側に凹みを設けることでタンブル流を発生させて均質な混合気を作り出す。浅皿燃焼室の採用により10.5という高圧縮比を実現した。「平成17年基準排出ガス75％低減レベル」☆☆☆（3つ星）の『超－低排出ガス』に認定されている。
|                            | 1ZZ-FE型                  | 1AZ-FSE型                 |
| -------------------------- | ------------------------- | ------------------------- |
| 排気量                     | 1,794 cc                  | 1,998 cc                  |
| シリンダー数               | 直列4気筒                 | 直列4気筒                 |
| 配置                       | 横置き                    | 横置き                    |
| 燃焼室形状                 | ベントルーフ型            | ベントルーフ型            |
| 吸排気方式                 | クロスフロー              | クロスフロー              |
| バルブ機構                 | DOHC4バルブ・チェーン駆動 | DOHC4バルブ・チェーン駆動 |
| 圧縮比                     | 10.0                      | 10.5                      |
| ボア×ストローク            | 79.0 mm×91.5 mm           | 86.0 mm×91.5 mm           |
| 燃料供給方式               | EFI                       | D-4                       |
| 使用燃料                   | 無鉛レギュラーガソリン    | 無鉛レギュラーガソリン    |
| 最高出力 kW (PS)/rpm       | 97 (132)/6,000 (2WD)      | 114 (155)/6,000           |
| 最高出力 kW (PS)/rpm       | 92 (125)/6,000 (4WD)      | 114 (155)/6,000           |
| 最大トルク N･m (kgf･m)/rpm | 170 (17.2)/4,200 (2WD)    | 192 (19.6)/4,200          |
| 最大トルク N･m (kgf･m)/rpm | 161 (16.4)/4,200 (4WD)    | 192 (19.6)/4,200          |

トランスミッション
U341 E/F型 4速AT（Super ECT）
1.8L車に搭載。2WD車がU341 E型、4WD車がフロントデファレンシャルギヤとトランスファーをユニット化したU341 F型である。登坂時はアクセル操作ごとの不要な変速を抑制し、降坂時はブレーキ操作を行うと自動でシフトダウンを行い、エンジンブレーキを効かせる制御を組み込む。トルクコンバーターにロックアップ制御を備え、ワイドレンジにきめ細かく制御することでシフトダウン時の変速フィーリングの向上を図っている。また、後期型の1.8X"Aero Sports パッケージ"のFF車には4速シーケンシャルシフトマチックを搭載している。
K110型 CVT（Super CVT-i）
2.0L車に搭載。オーパから搭載されたトヨタ初のCVTである。「Z」にはスポーツシーケンシャルシフトマチックを備え、擬似的なマニュアル変速が可能である。
燃費性能
1.8LのFF車は10・15モード燃費で14.4km/Lで「平成22年度燃費基準+10%」を達成、「平成17年排出ガス基準75%低減☆☆☆☆（4つ星）」に認定されていた。また、4WD車は12.8km/Lで「平成17年排出ガス基準50%低減☆☆☆（3つ星）」に認定されていた。2.0L車では、Gが14.4km/Lで「平成22年度燃費基準+10%」、Zが13.2km/Lで「平成22年度燃費基準」をそれぞれ達成し、どちらも「平成17年排出ガス基準75%低減☆☆☆☆（4つ星）」に認定されていた。
4WDシステム
アクチュエータで電子的にFFと4WDを自動切替できるアクティブトルクコントロール4WDが、前述のとおり1.8L車にのみ設定されていた。リヤデファレンシャルギア直前にビスカスカップリングユニットを搭載したシンプルな構造ながら、舵角、横G、前後G、車輪速度の各種センサーの情報を基にFF状態から前後ロック状態まで前後輪のトルク配分を最適に制御する。また、ABSとの協調制御を行うことで安全性も高めている。さらに軽量化を施すと共に、通常走行時にはFFと同等の駆動力配分とすることで燃費を向上している。
サスペンション
フロントにはジオメトリーの最適化を図ったLアームマクファーソンストラット式、リヤにはトーコレクト機能付トーションビーム式（「Z」を除くFF車）またはダブルウィッシュボーン式（4WD車及び「Z」）を搭載。また、全車にスタビライザーを標準装備している。
ブレーキ
フロントがベンチレーテッド式ディスクブレーキ、リヤがリーディングトレーリング式ドラムブレーキまたはディスクブレーキ（「Z」及び「G」）が装備されている。全車にEBD付ABSを搭載し、急ブレーキを感知するとブレーキアシストが作動するとともに、走行状態に応じて適切な前後制動力配分を行うことで優れたブレーキ性能を確保している。
灯火類
ヘッドライトは、前期型の「X "S パッケージ"」、後期型の「X "Aero Sports パッケージ"」、前後期の「Z」にオートレベリング機能付きディスチャージヘッドランプ、その他グレードにはマニュアルレベリング機能付きハロゲンランプのロービームを採用している。また、発売時はリフレクター式であったが、マイナーチェンジでプロジェクター式に変更されている。ハイビームは全車リフレクター式ハロゲンランプとなっている。リヤコンビネーションランプ及びハイマウントストップランプには新構造LEDランプを採用。視認性の向上と省電力化を実現すると共に、マルチリフレクタータイプ化によりキラキラと反射させ、高級感を演出している。前期型ではリヤコンビネーションランプ下部にリフレクターを配置していたが、後期型ではバンパー下部に移設されたため、リヤコンビネーションランプ内のLED個数が9個×2（左右）の計21個から19個×2（左右）の計38個に変更されている。ヘッドランプは前期型がスタンレー電気製、後期型が市光工業製。テールランプは前期型、後期型ともに市光工業製である。台湾仕様車はマイナーチェンジ後もロービームにリフレクター式を採用するなど、ヘッドランプ、リヤコンビネーションランプ共に独自のデザインとなっている。

### 年表
2002年
10月29日 - 第36回東京モーターショー（商用車ショー）でWISHを参考出品。
2003年
1月20日 - ネッツトヨタ店とトヨタビスタ店より発売。月間目標販売台数は7,000台。生産は堤工場。キャッチフレーズは「ザ・ピープルズ・カー」。CMソングは宇多田ヒカルの「COLORS」。しかし、発売1ヶ月後にアメリカ合衆国で発生したクラブ火事の影響もあり、プロモーションは一時的に停止された。
4月25日 - 2.0Lエンジン搭載の「G」と「Z」を追加。
12月 - タイ、ゲートウェイ工場にて現地生産を開始。
2004年
5月1日 - 新生ネッツ店（ ＝ 旧ネッツトヨタ店 ＋ 旧トヨタビスタ店）の誕生を記念し、特別仕様車「NEO Edition」を発売。
「X」と「G」をベースに、ディスチャージヘッドランプやフロントフォグランプなどを特別装備し、専用のドットパターンで統一された内装を採用した。
9月 - 台湾、観音工場での現地生産を開始。日本仕様との大きな違いとして、ステアリング位置が右側から左側に移り、パーキングブレーキが足踏み式からサイドレバー式に。また、エンブレムの書体が変更されている。
2005年
9月5日 - マイナーチェンジ。キャッチフレーズは「願いの先へ走って行こう」で、CMキャラクターに中田英寿、CMソングにCrystal KayとCHEMISTRYの「Two As One」を起用した。
ヘッドランプのプロジェクター化、リアコンビネーションランプのウィンカー、バックランブが下部に、リフレクターがバンパーに移動し、テールランプがLED4灯×4列式に変更。フロントのエンブレムをネッツ店専売車種向けの「N」をかたどったものに変更するなど内外装のリフレッシュ、メカニズム関連の見直しと共に、カーナビをG-BOOKALPHAやBluetoothハンズフリー機能、ヘルプネットなどに対応したHDDタイプに変更するなどの改良を行った。また、1800ccのFFモデルにはシーケンシャルシフトを装備。「Z」のシーケンシャルモードが6速から7速になった。
2006年
4月17日 - 特別仕様車「X Limited」を発売。
「X」をベースに、ディスチャージヘッドランプ、スエード調シート表皮、黒木目調パネル、本革巻き3本スポークステアリングホイール・シフトノブを装備した。
2007年
3月20日 - 台湾仕様をマイナーチェンジ。ヘッドランプ、リアコンビネーションランプ、フロントバンパーが変更される。
6月18日 - 「X"Aero Sports パッケージ"・L Edition」を発売。
「X」をベースに、グレーを基調とした内装に、上級グレードに採用されているスマートドアロックリモートコントロール、赤外線カット機能付ウインドシールドガラス、撥水機能付フロントドアガラスなどを装備した「X L Edition」並びに「X L Edition」の装備に加え、運転席・助手席アームレスト、スエード調ドアトリムオーナメント&シート表皮を追加した。
2008年
6月24日 - 2006年に発売された「X Limited」の仕様を一部変更し再発売。新たに赤外線カット機能付ウインドシールドガラスなどの快適装備をプラス。また、「X Aero Sports パッケージ・Limited」も同時発売。
2009年
3月 - 堤工場での生産を終了。日本国内では在庫対応分のみの販売となる。
4月 - 2代目と入れ替わる形で販売終了。販売終了前月までの新車登録台数の累計は52万3735台。
10月 - タイ、ゲートウェイ工場での現地生産を終了。

### ギャラリー

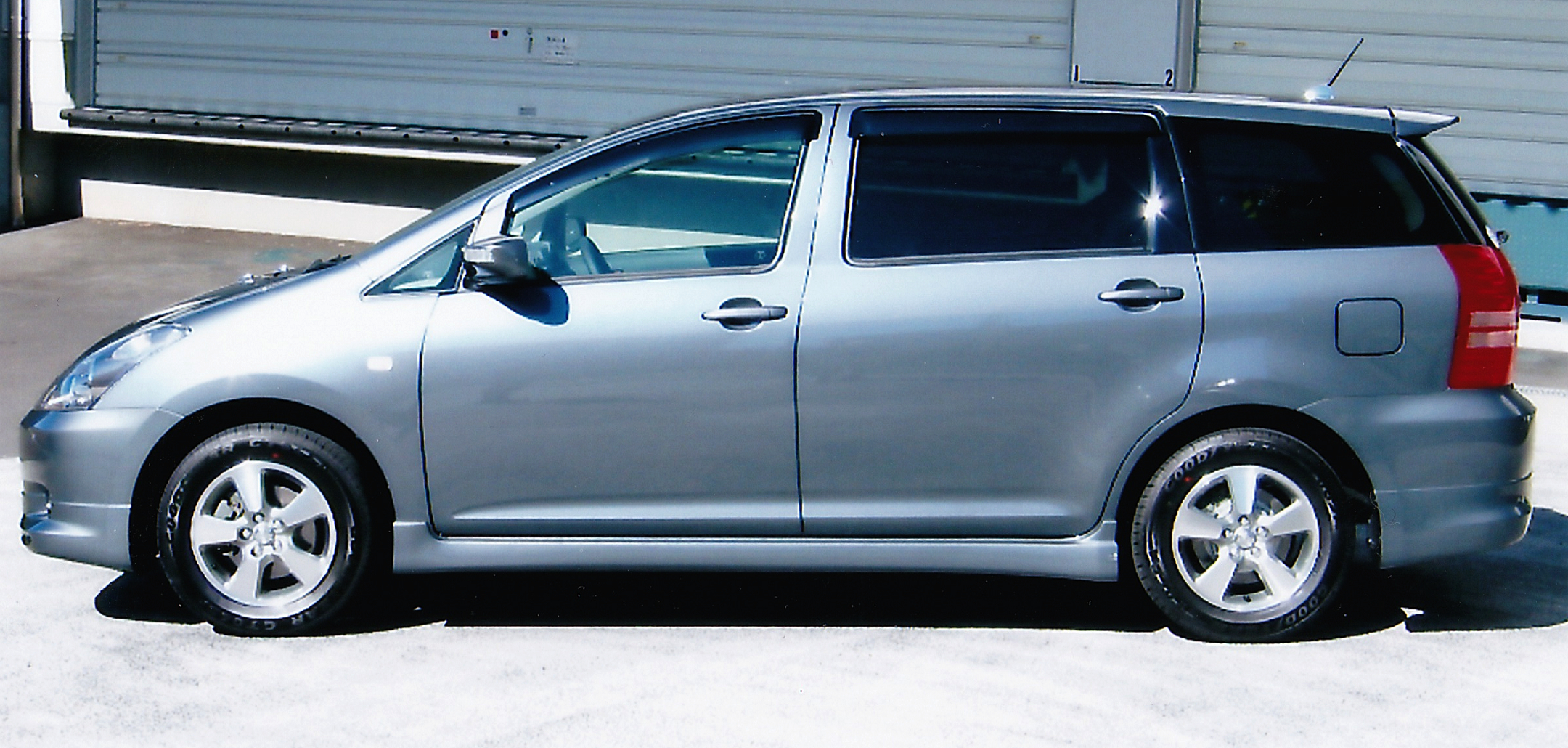
2003年1月販売型 1.8X "S パッケージ"（サイド）
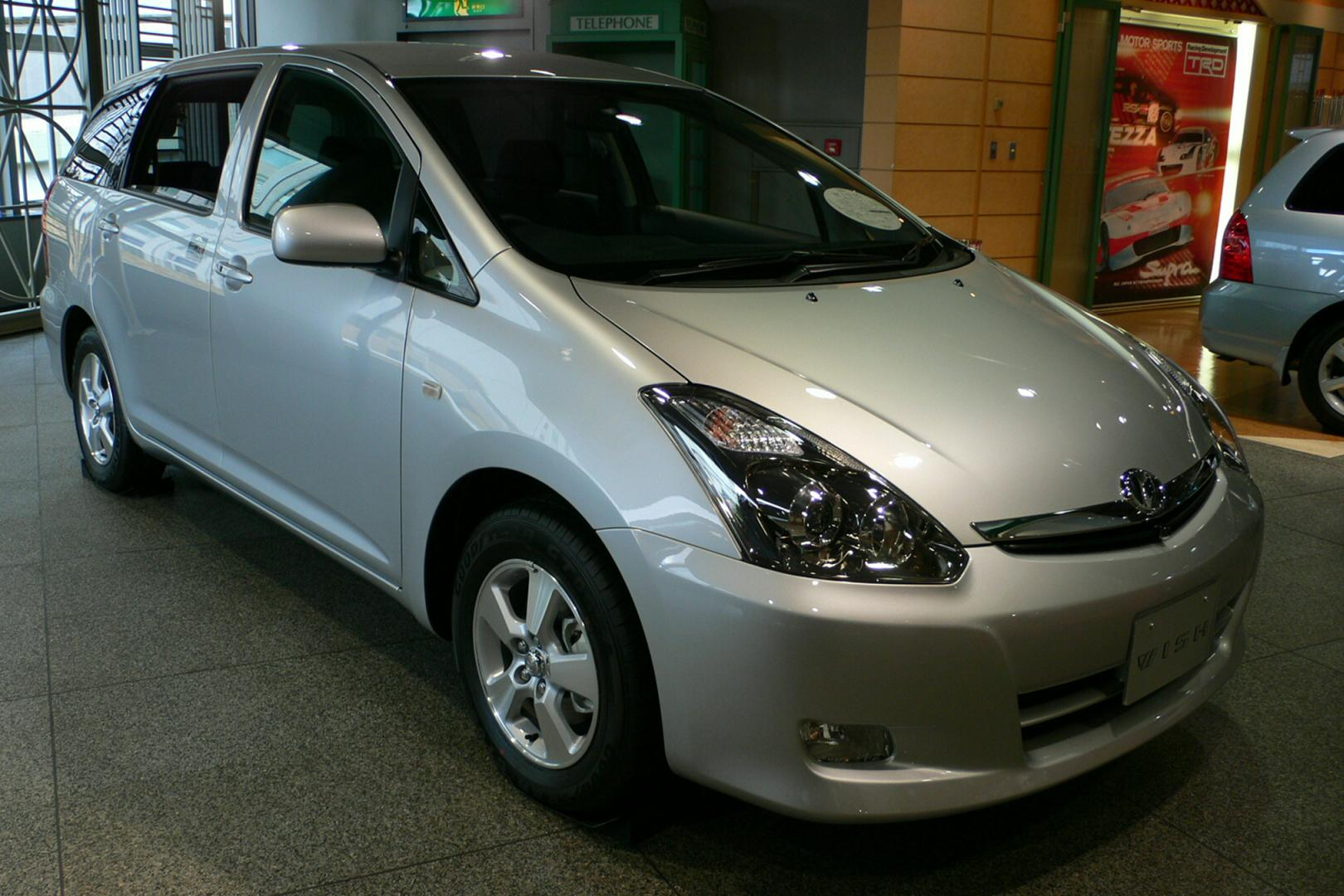
2005年9月改良型 G（フロント）
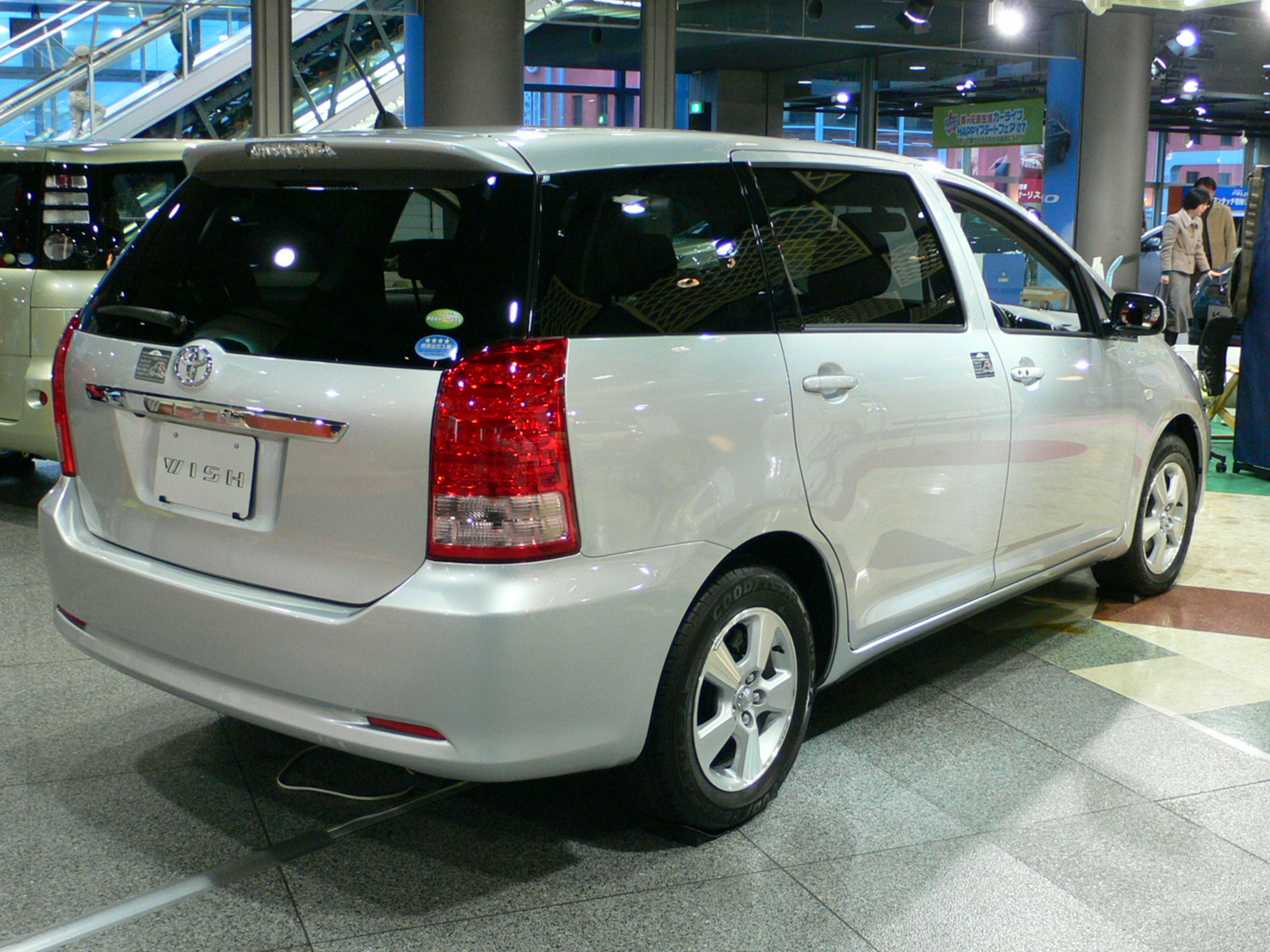
2005年9月改良型 G（リヤ）
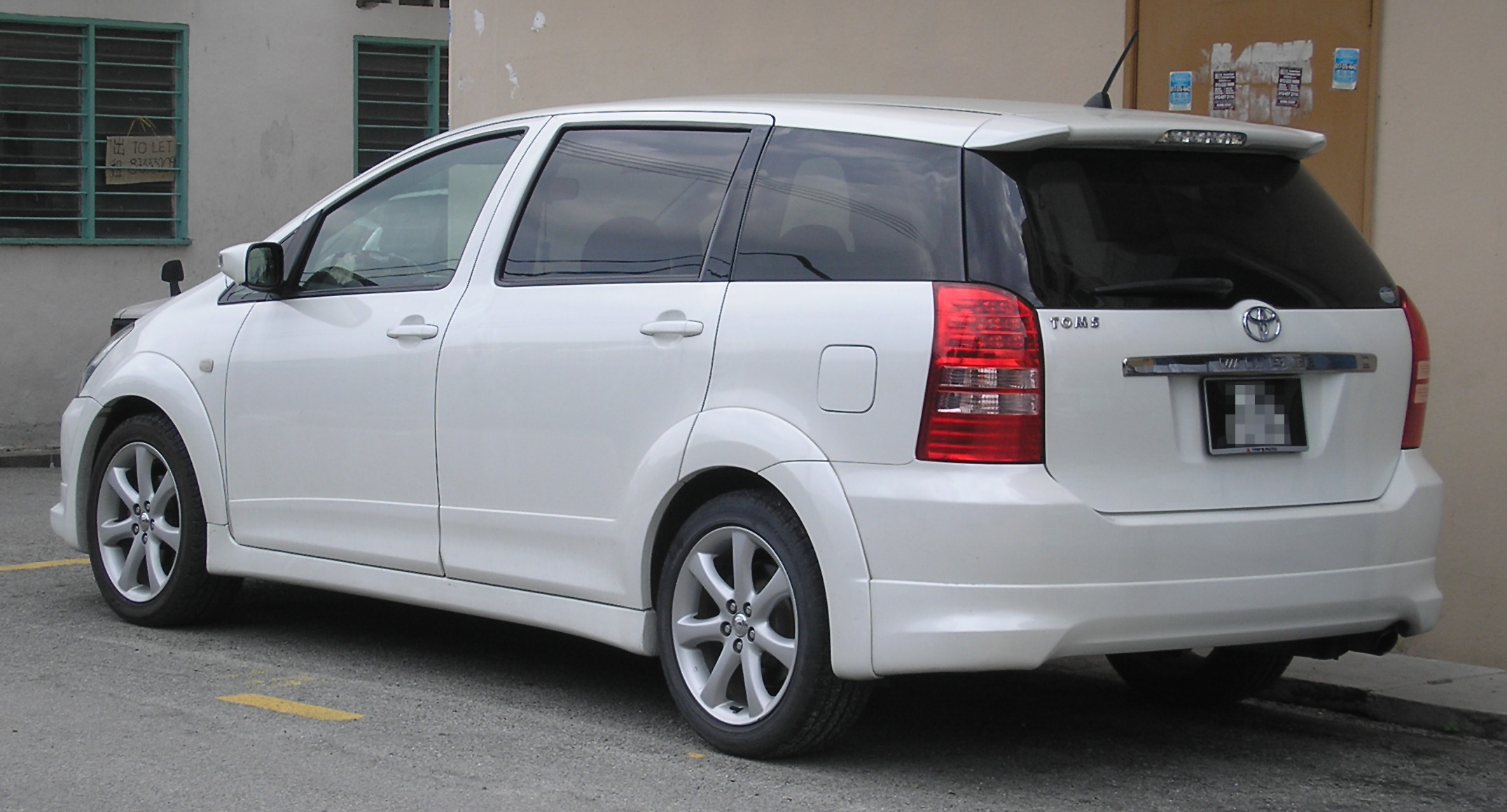
2003年1月販売型 Z（リヤ）
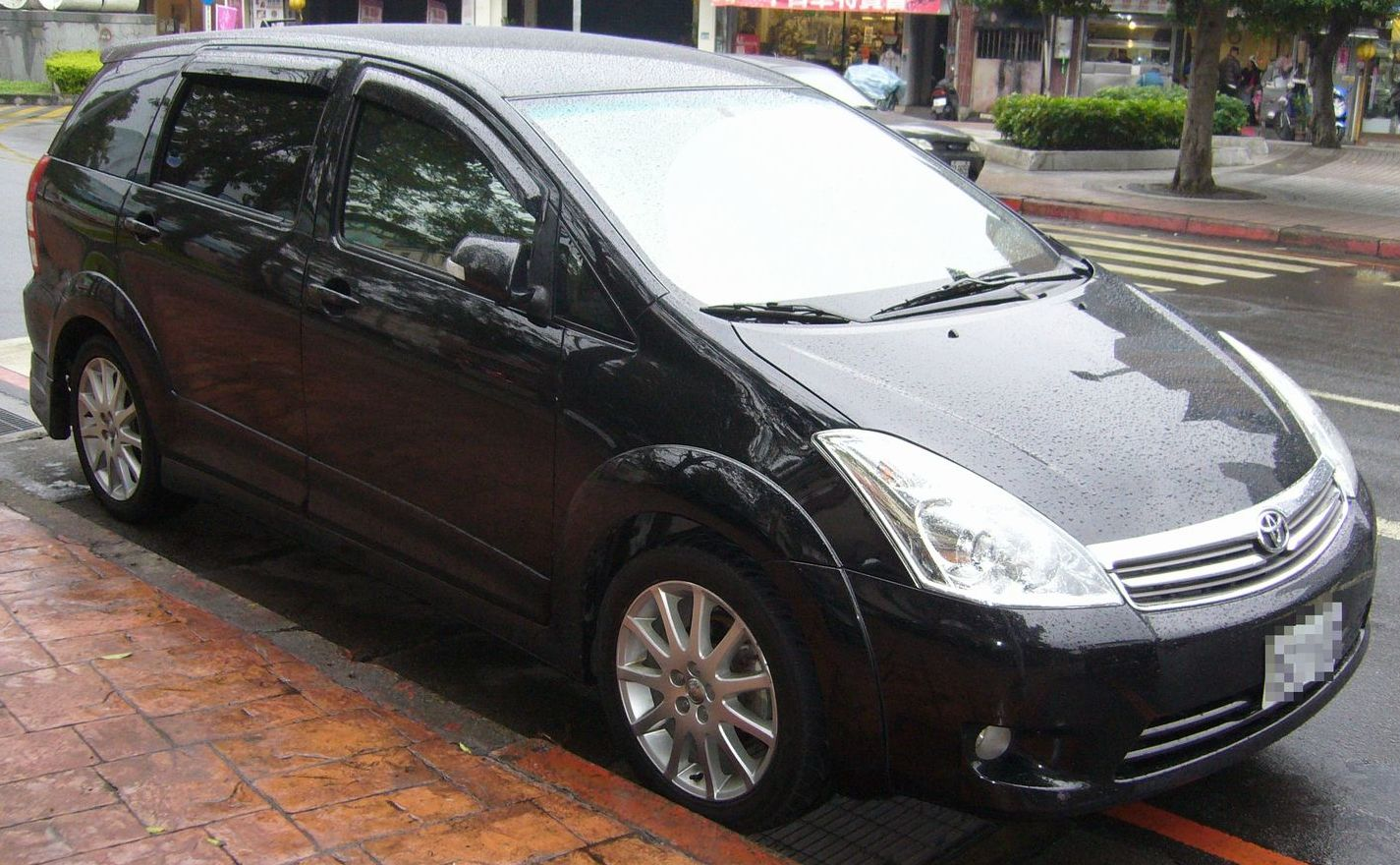
台湾仕様 2007年モデル 2.0Zエアロツアラー（リヤ）
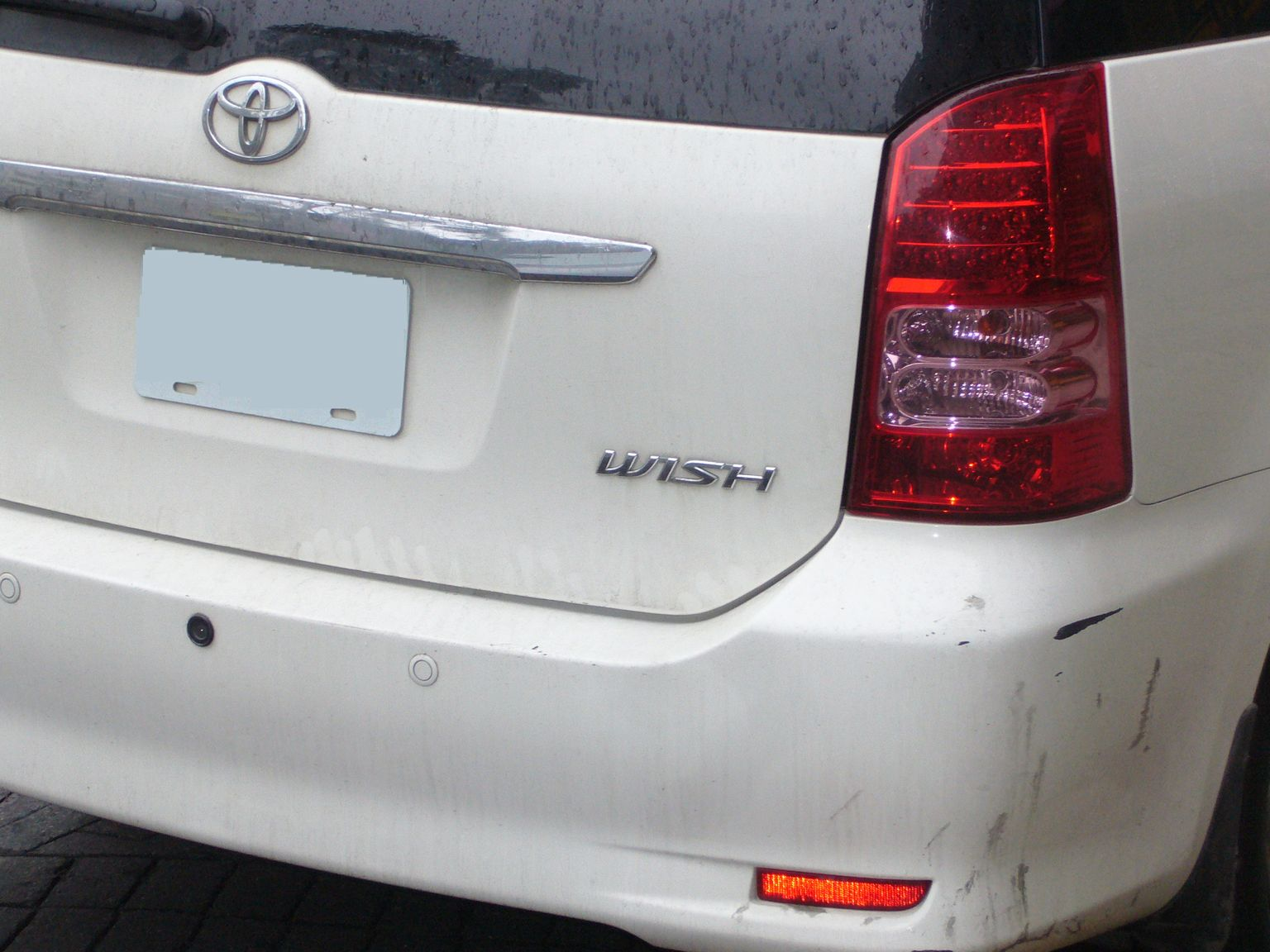
台湾仕様 エンブレム
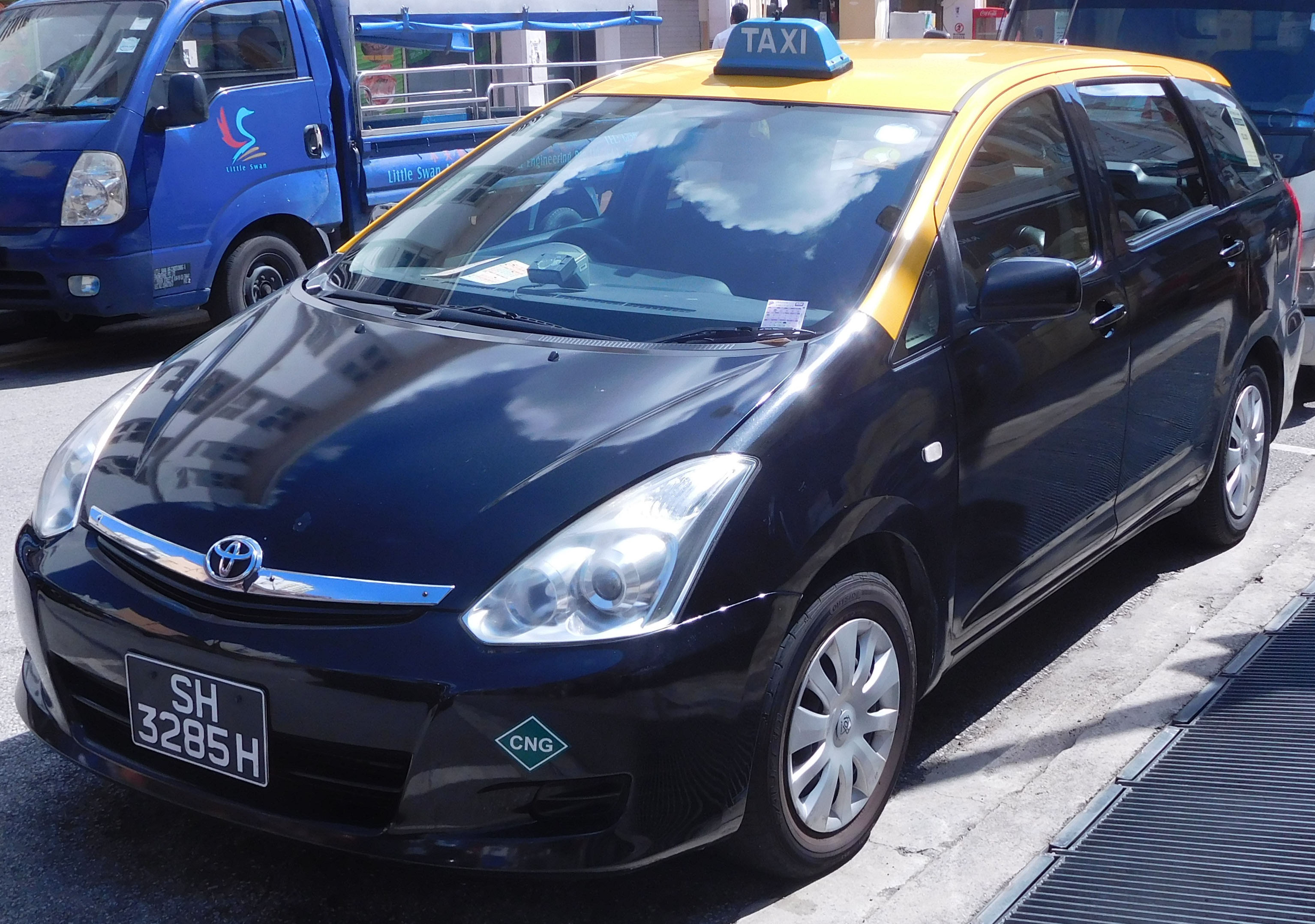
2008年モデル シンガポールのイエロートップタクシー仕様
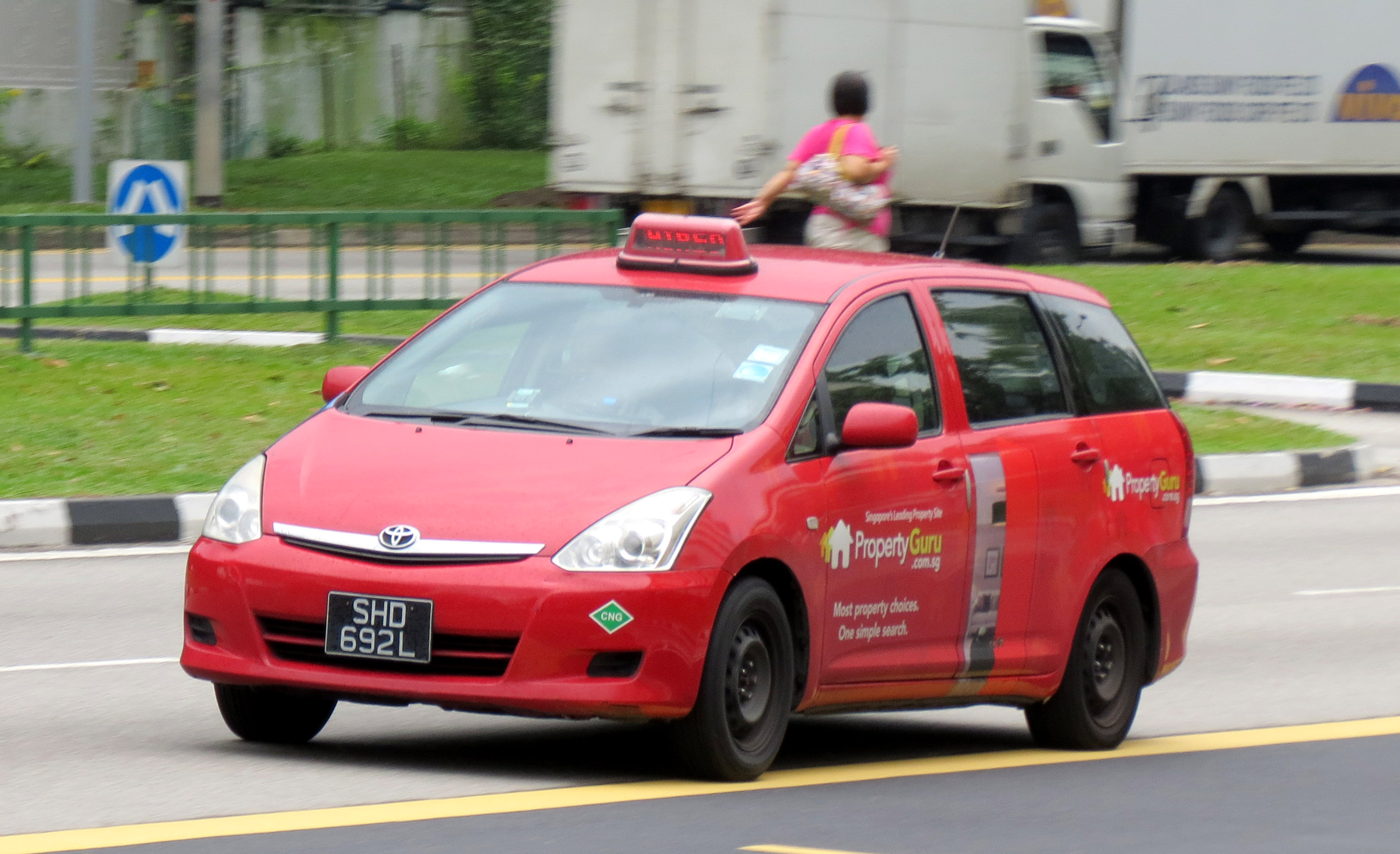
2008年モデル シンガポールのトランスキャブ仕様

## 2代目 ZGE2#G/ZGE2#W型（2009年 - 2017年）
2009年4月2日に2代目へフルモデルチェンジ。月間販売目標は6000台。開発主査は大井敏裕と2012年4月に登場した86の開発主査も手掛けた多田哲哉である。
今回は「Smart Multi Player WISH（スマート マルチ プレイヤー ウィッシュ）」をテーマに、スポーティ感と快適性をより一層向上させた。
優れた環境性能と高い動力性能を両立する動弁機構「バルブマチック」を搭載したエンジンを全車に搭載。Super CVT-i（SとZは7速パドルシフト付）と組み合わせることで、初代モデルと比較して燃費が最大約15%向上した。
フロントマスクはフロントバンパーに厚みを持たせ、シャープなヘッドランプと相まって精悍さを高めた他、ルーミーさとスポーティーさを兼ね備えたスタイリッシュなエクステリアとした。インパネを飛行機の翼をイメージした水平方向に広がるデザインにし、内装色には新たにグレージュを設定した。
この代では、トヨタ紡織製のアクティブヘッドレスト構造に対応した新世代シート骨格「TB-NF110」を初採用している。
また、10スピーカーを配置した「WISH・パノラミックライブサウンドシステム」（サイドミラーカメラの同時取り付け不可）を設定したほか、抗ダニアレルゲン加工シート、プラズマクラスター搭載の花粉除去モード付オートエアコン、S-VSC、SRSサイド&カーテンシールドエアバッグ（サンルーフオプション設定あり）、アクティブヘッドレスト（運転席・助手席）、自動エンジンブレーキ、全席オートパワーウィンドウを全車に標準装備し、安全性と快適性も向上。
この世代から、香港とマカオでも正規販売がされている。

### グレード構成
- 2.0Z
最上級グレード。後期型ではこのグレードのみ2.0Lエンジンを搭載している。オーバーフェンダーをはじめ、リアダブルウィッシュボーン式サスペンションやダイナミックスポーツモードなどを装備し、スポーティを体現したグレード。2列目シートがキャプテンシートになっており、6人乗り。
- 2.0G（2012年4月改良型：1.8G）
ノーマルのバンパーを装備して全幅を5ナンバーに抑え、快適装備を持った上級グレード。後期型ではエンジンが2.0Lから1.8Lにダウンサイジングされた。
- 1.8S
初代の「X・Aero Sports パッケージ」から独立したスポーツグレード。3ナンバーサイズとなるエアロバンパーを装備。
- 1.8A（2012年4月改良型のみ）
1.8Xをベースに、3ナンバーとなるエアロバンパーを装備したグレード。
- 1.8X
ベーシックグレード。

2.0L車を除く全グレードに4WDの設定があるが、4WDであることを示すエンブレムが付いていないため、1.8Sのメーカー工場出荷時状態以外の車両は識別しにくい。その他のグレードは、メーカー工場出荷時の状態であればホイールやフォグランプの有無等により、ある程度は識別可能である。

### 年表
- 2009年
  - 4月2日 - フルモデルチェンジ。キャッチフレーズは「I WISH」で、CMキャラクターにはEXILE、CMソングも同グループの「Someday」を起用[22]。
  - 12月2日 - 一部改良。
1.8L・4WD車、および「1.8X」の2WD車において充電制御やオルタネーターを改良し、燃費を向上。これにより、1.8L・4WD車が「平成22年度燃費基準+15%」、「1.8X」の2WD車は「平成22年度燃費基準+25%」をそれぞれ達成した[23]。
- 2010年4月19日 - 一部改良および特別仕様車「1.8X HIDセレクション」を発売。
  - 「1.8S」の2WD車において、バッテリーやオルタネーターの制御等の改良を行い、燃費を向上。これにより、「平成22年度燃費基準+25%」を達成した。
  - 特別仕様車「1.8X HIDセレクション」は「1.8X」をベースに、ディスチャージヘッドランプ（プロジェクター式ロービーム・オートレベリング機構付）、コンライト（ライト自動点灯・消灯システム）、助手席アームレスト（運転席アームレストはベース車に標準装備）、本革巻き（シルバーステッチ）のステアリングホイール、シフトノブを装備した[24]。
- 2011年9月28日 - 特別仕様車「1.8S MONOTONE」を発表（10月3日販売開始）。
「1.8S」をベースに、ブラックメタリック塗装のディスチャージヘッドランプ（プロジェクター式ロービーム・オートレベリング機能付）、ダークメタリック塗装のアルミホイール、スモークメッキのフロントグリル&バックドアガーニッシュ、クロムメッキを組み合わせたカラードアウトサイドドアハンドルを特別装備するとともに、専用ファブリックと合成皮革をブラックとオフホワイトで組み合わせた専用シート表皮、ブラックの専用ファブリックを施したドアトリム、ボディカラーに合わせたセンタークラスターやパワーウィンドゥスイッチベースを採用するなどモノトーンで構成されたインテリアを採用した。ボディカラーはブラックとオプションカラーのホワイトパールクリスタルシャインの2色のみ[25]。
- 2012年
  - 4月9日 - 日本仕様をマイナーチェンジ（香港・マカオ仕様は5月18日より）。
フロントグリルには、新たにメッキバーが付けられた。バックドアガーニッシュはリアコンビネーションランプ内まで連続しているようなデザインに変更されるとともに、リアコンビネーションランプのブレーキ部分をLED化し、上下を入れ替えたことで台湾仕様（前期）に似た配列になった。ドアミラーも台湾仕様同様にサイドターンランプを内蔵し、スポーティ系グレードには新デザインのエアロバンパーも採用。ボディカラーについては全グレードにおいてiQやオーリスと同様の「オレンジメタリック」を選択できた。内装はシート表皮とメーター色をグレード毎に個別設定するなど個性を際立たせた。
2Lグレードは「2.0Z」のみになり、従来の「2.0G」は「1.8G」へと変更。「1.8S」の廉価版として「1.8A」を追加した（なお、「1.8A」は「1.8S」同様3ナンバー登録であった）。また、「1.8S」と「2.0Z」には車両のGセンサーから減速度や旋回力を判断し、コーナリング中の不要なシフトアップを抑制するG AI-SHIFT制御付CVTスポーツモードを採用。さらに、エンジンなどの改良を行ったことで燃費を向上し、全車で「平成27年度燃費基準」を達成した[26]。
なお、法改正に伴う義務化の絡みで7人乗りの2列目中央シートベルトが2点式から3点式に変更された。
  - 12月 - 台湾仕様をマイナーチェンジ。
全グレードとも日本仕様の「1.8S」や「1.8A」とほぼ同等のエクステリアであった。ただし、前期型同様にリヤバンパーは日本仕様のリフレクターの位置に大型のリヤフォグランプが内蔵されたため、若干形状が異なる。3ZR-FEエンジンに変更はないが、トランスミッションが4ATから7速シーケンシャルモード付「SUPER CVT-i」に変更され、燃費が向上した。
- 2013年
  - 8月27日 - 生産を田原工場第2ラインから高岡工場第2ラインに移管。高岡工場第2ラインではヴィッツ（現・ヤリス）やラクティスなどの小型車を生産していたが、2010年から休止して需要変動に対応してさまざまな車種を混流生産できるよう刷新を行っていた[27][28]。
  - 9月19日 - 2011年10月に発売した特別仕様車「1.8S MONOTONE」を再発売。

今回は内装のヘッドレストに合成皮革を採用したほか、フロント周りはスモークメッキバー付のフロントグリルに加え、フロントエアロバンパーのセンターカラーをブラックに変更し、フロントフォグランプにスモークメッキガーニッシュを施した。さらに、スマートエントリー（運転席・助手席・バックドア/アンサーバック機能付・スマートキー2本）&スタートシステム、盗難防止システム（エンジンイモビライザーシステム）なども装備した[29]。
- 2014年 - 同年末までの新車登録台数の累計が23万656台に達する[30]。
- 2015年5月7日 - 一部改良
CVTの改良により、1.8L・2WD車で燃費が16.0km/L（JC08モード）に向上した。また、フロントドアガラスには新たにスーパーUVカットガラスを採用し、「1.8G」と「2.0Z」に標準装備、特別仕様車の「1.8S MONOTONE」に特別装備した[31]。
- 2016年11月 - 台湾市場において、シエンタと入れ替わる形で生産・販売を終了。
- 2017年10月13日 - 販売終了に伴い、ホームページの掲載を終了。日本市場においてはプリウスα（7人乗り仕様）に統合した[注 14]。
- 2019年6月3日 - 後付けの踏み間違い加速抑制システムの取付可能対象車種が拡大され、2代目ウィッシュでも取り付けが可能となる。車両前後に4つの超音波センサーを取り付け、前方または後方3m以内に障害物を検知するとブザー音で注意喚起を行い、さらにアクセルを踏み込んだ場合、加速を抑制する。また、後退時に5km/hを超えてアクセルを踏み込んだ場合、加速を抑制する[32]。

### ギャラリー

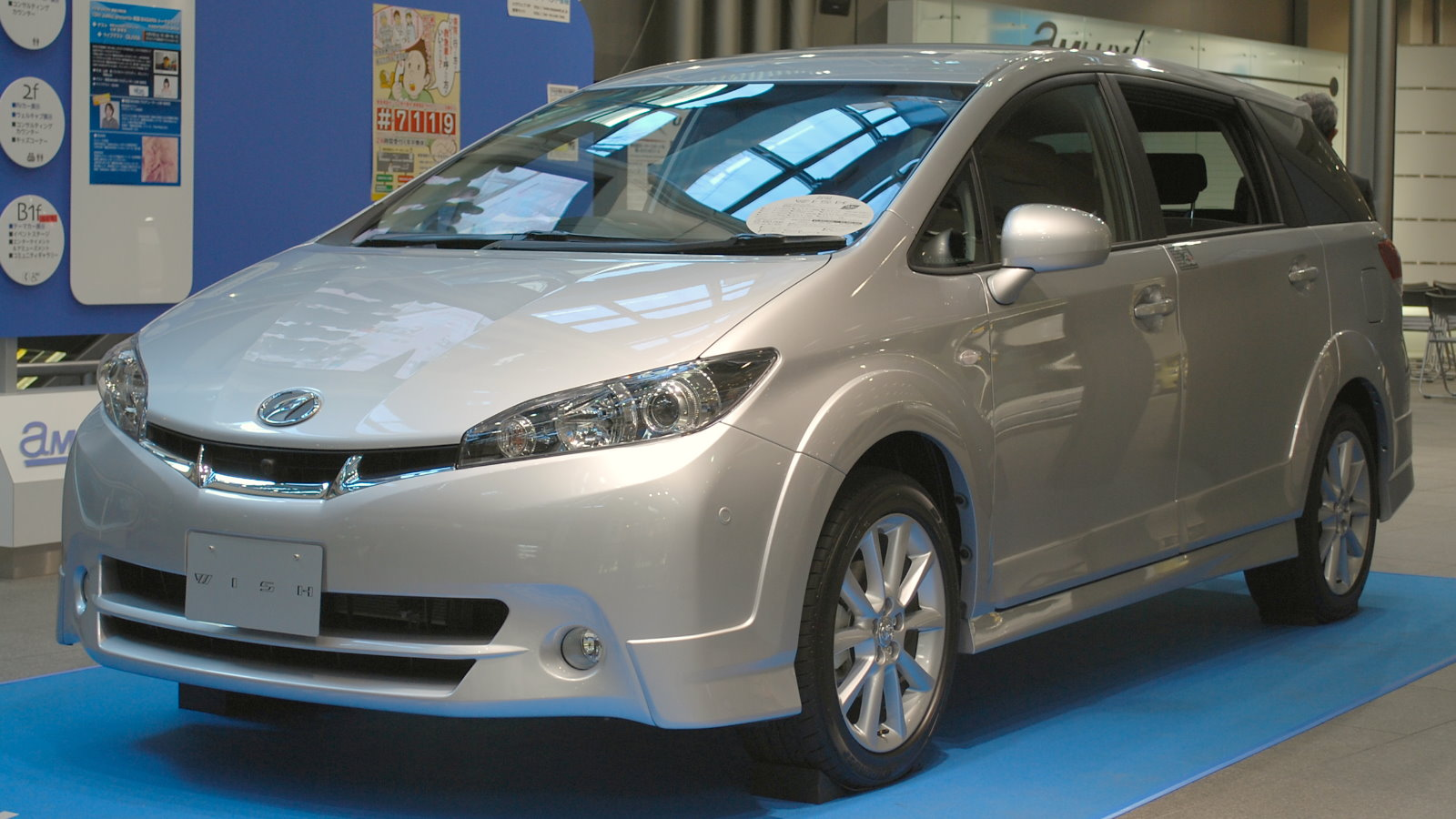
2009年4月販売型  2.0Z（フロント） （2009年4月 - 2012年4月）
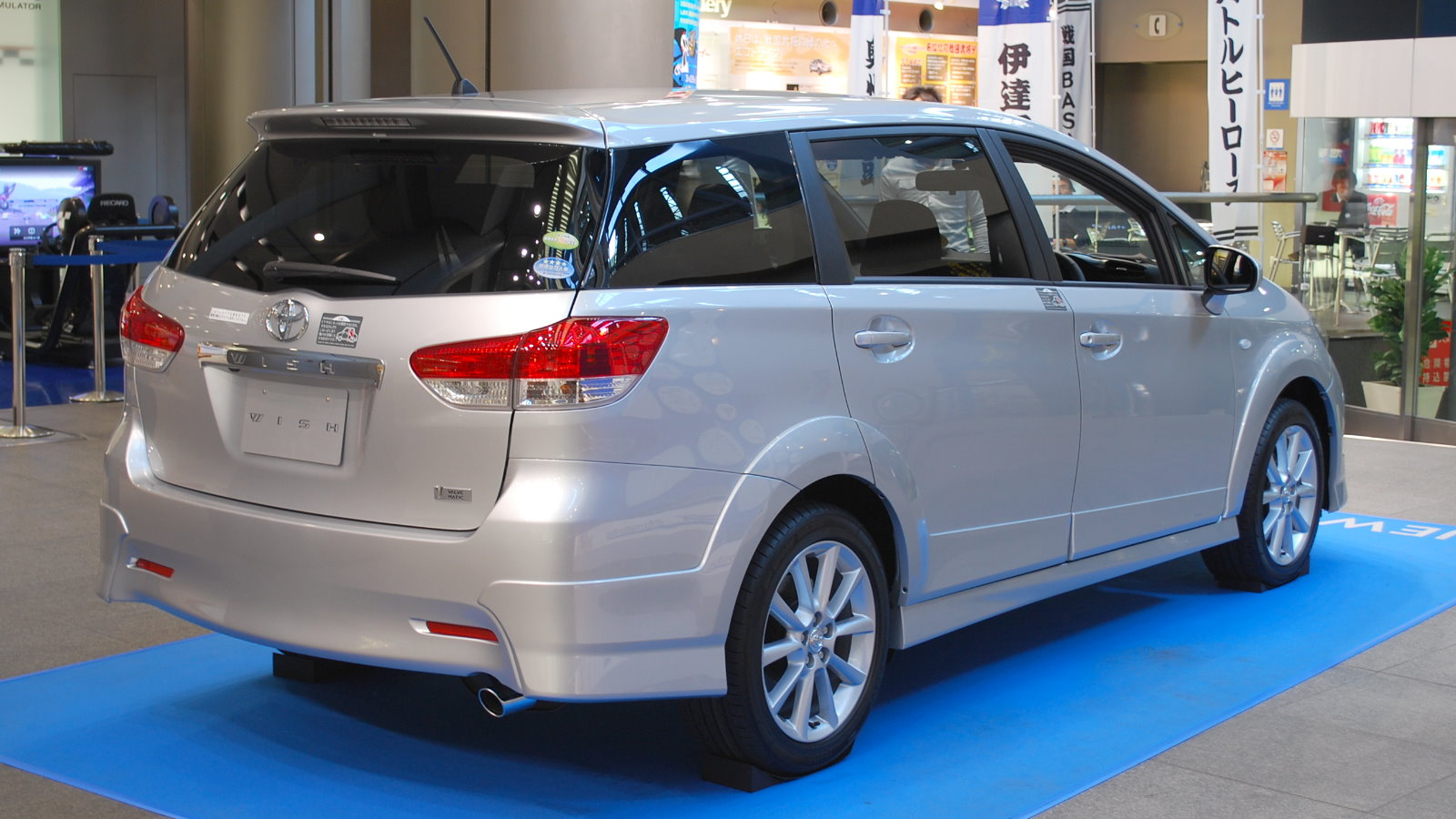
2009年4月販売型  2.0Z（リヤ） （2009年4月 - 2012年4月）
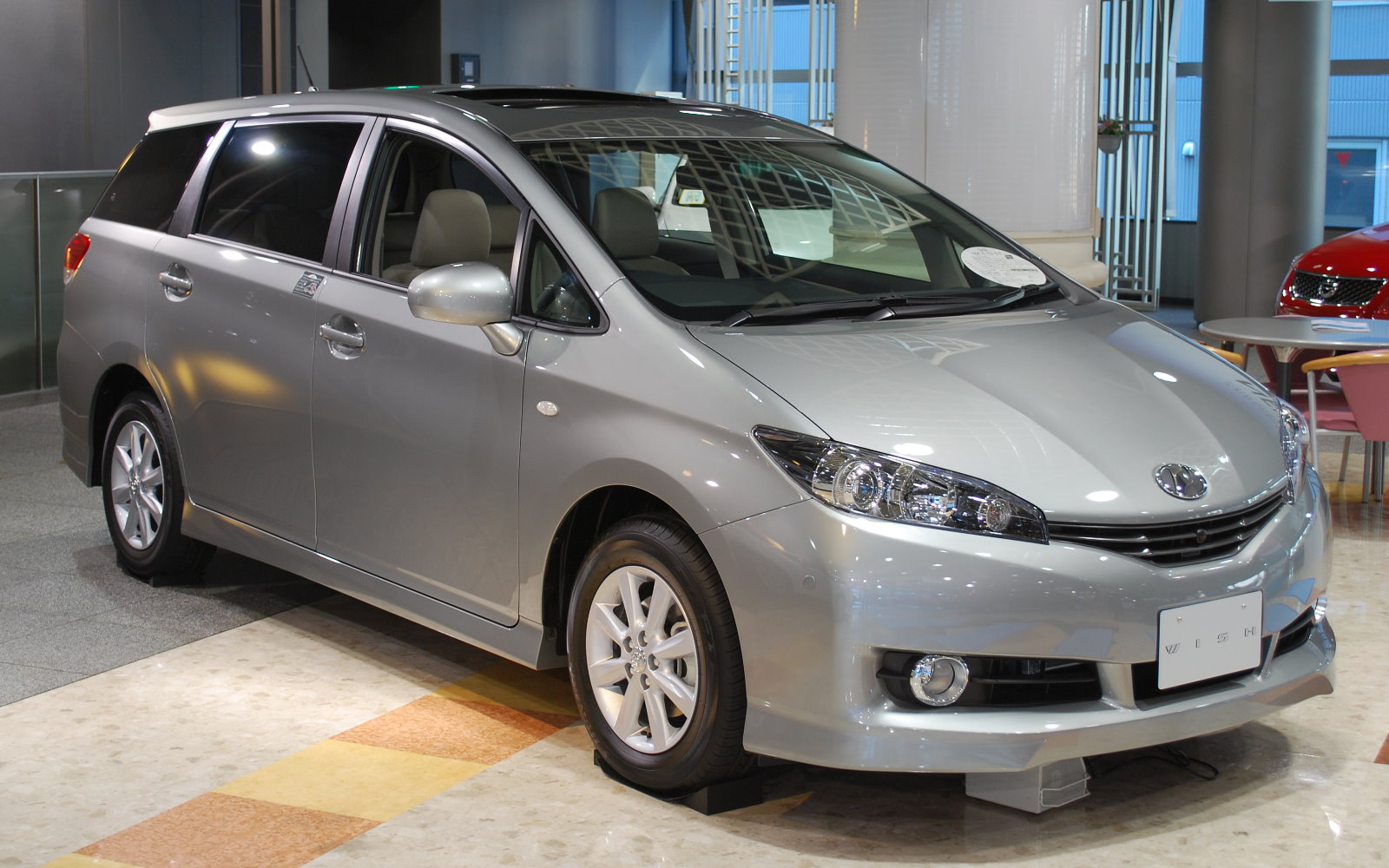
2009年4月販売型  2.0G（フロント）
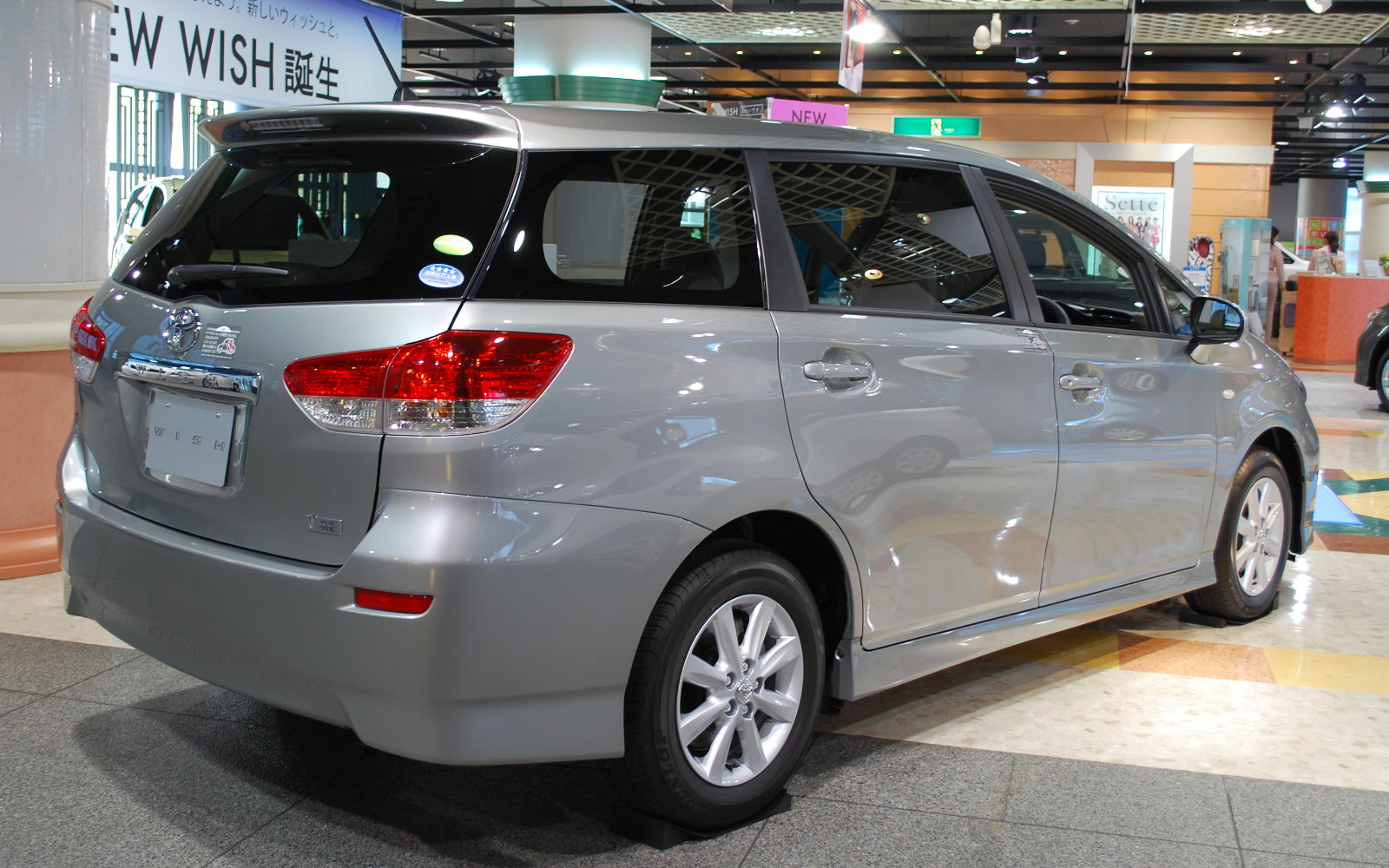
2009年4月販売型 2.0G（リヤ）
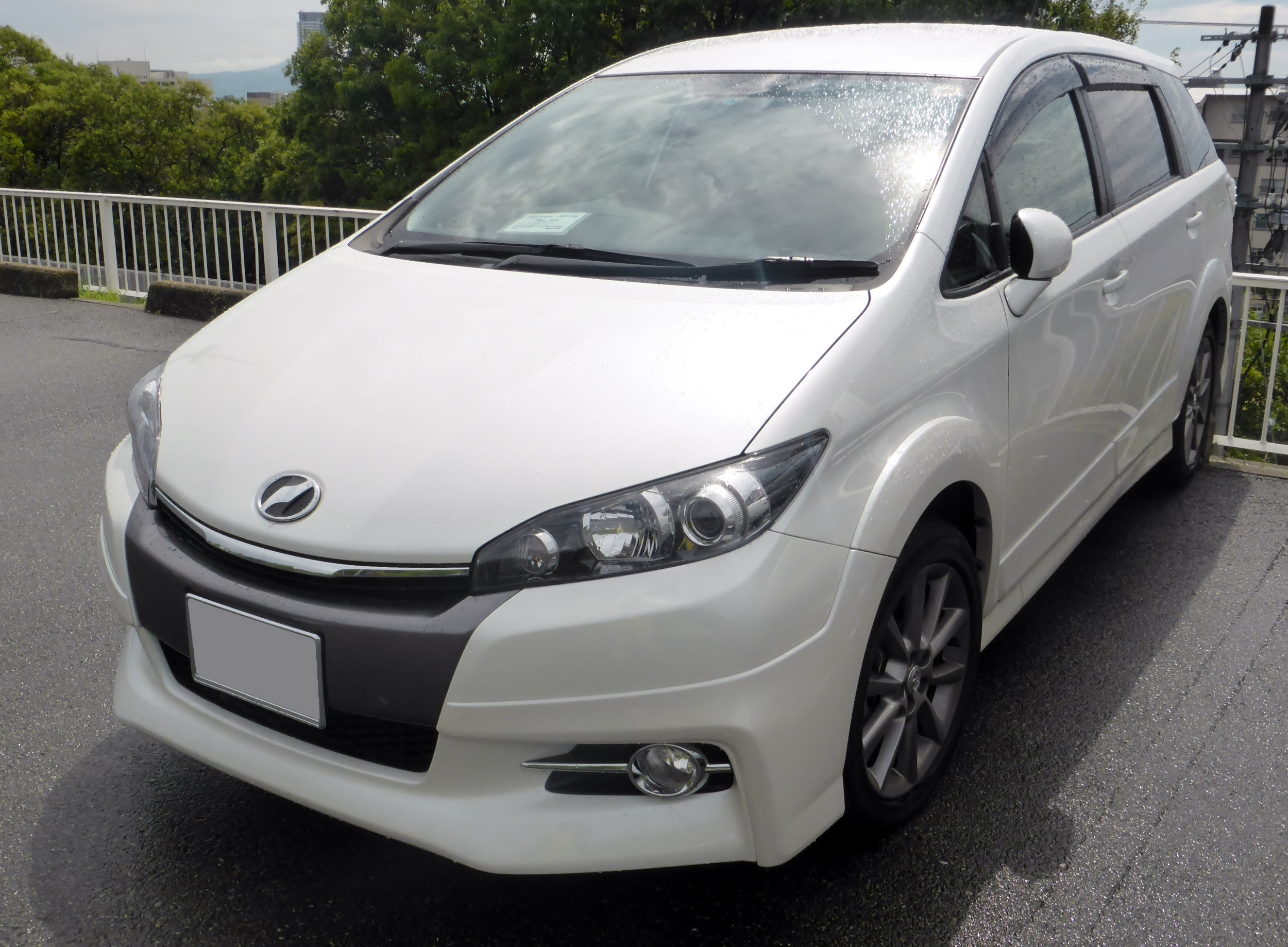
2012年4月改良型 　2.0Z（フロント） （2012年4月 - 2017年11月）
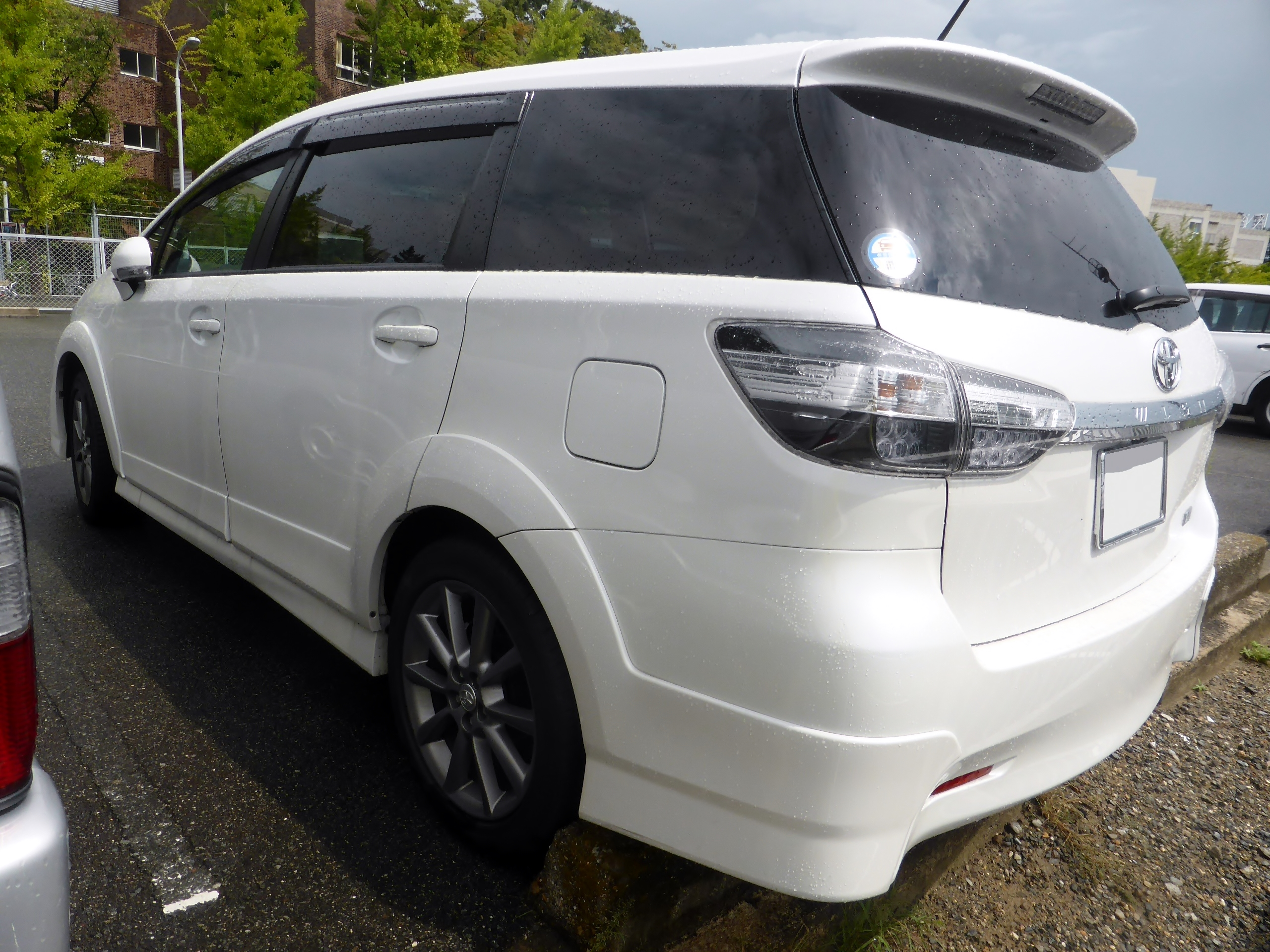
2012年4月改良型 　2.0Z（リヤ） （2012年4月 - 2017年11月）
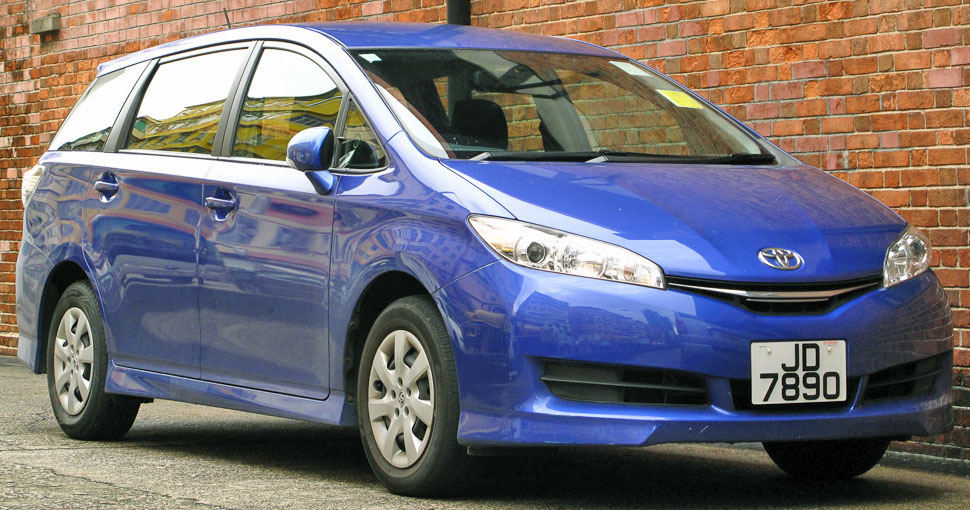
香港仕様
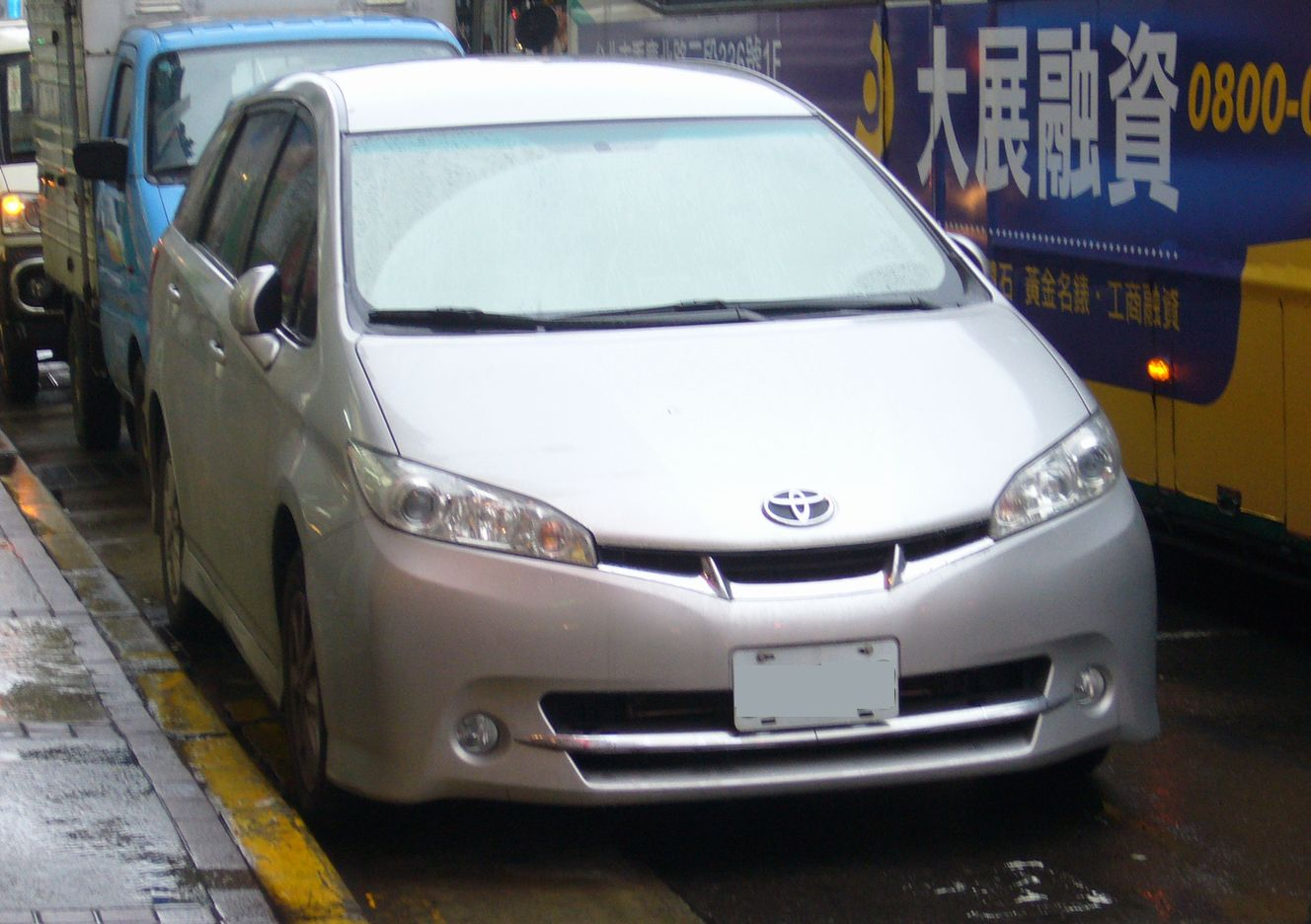
台湾仕様2009年型　フロント
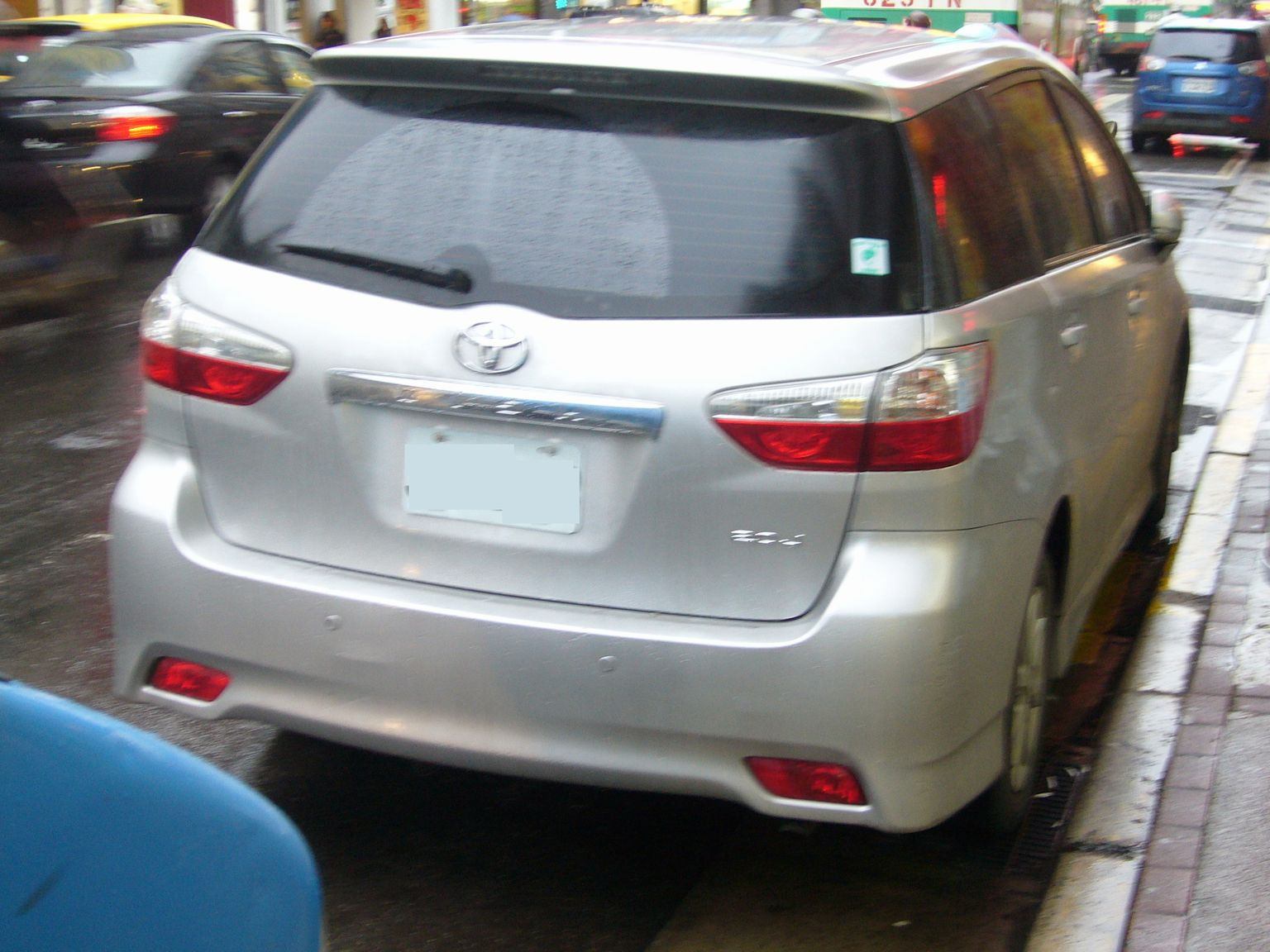
台湾仕様2009年型　リヤ
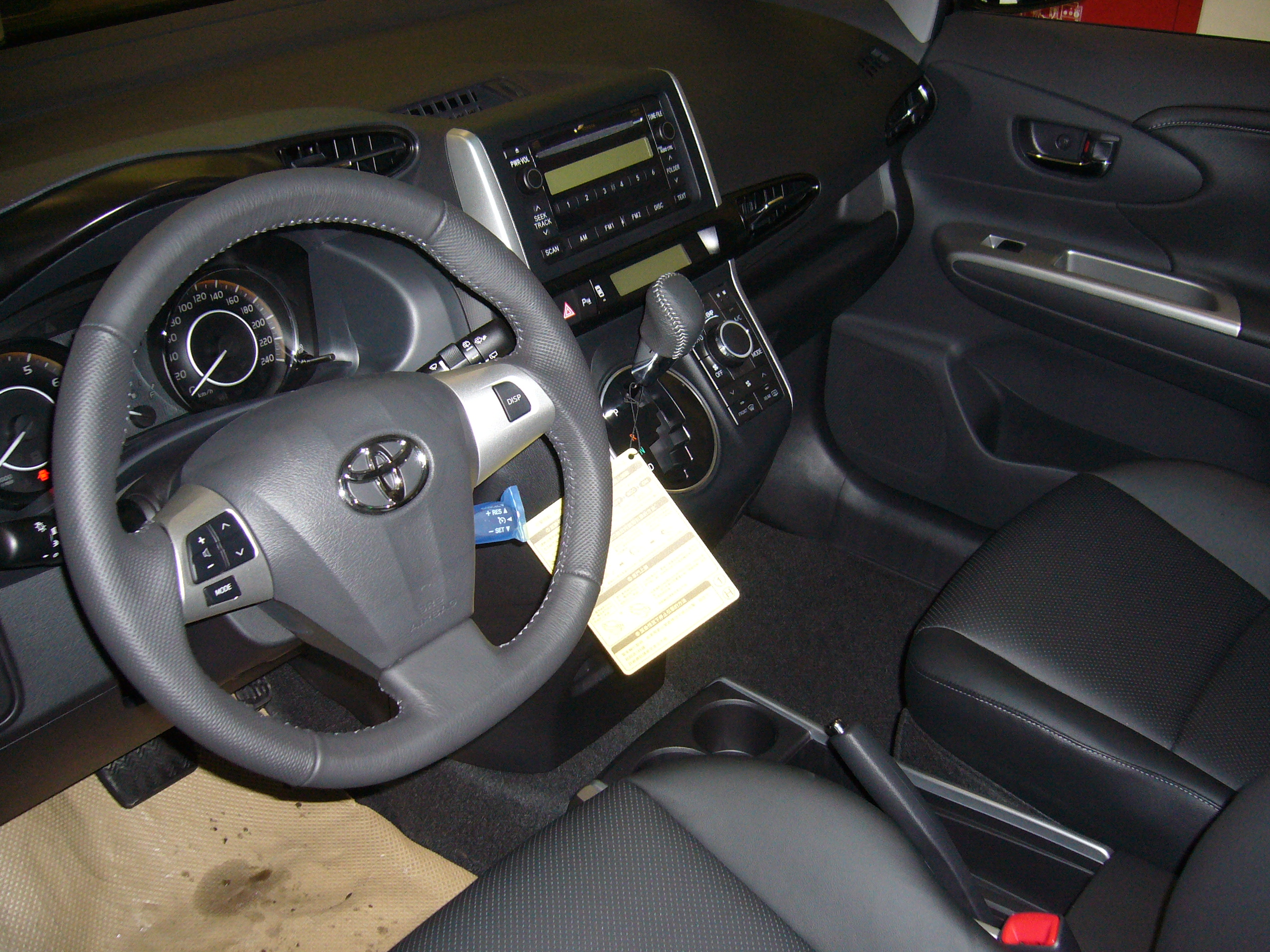
台湾仕様2009年型　コクピット
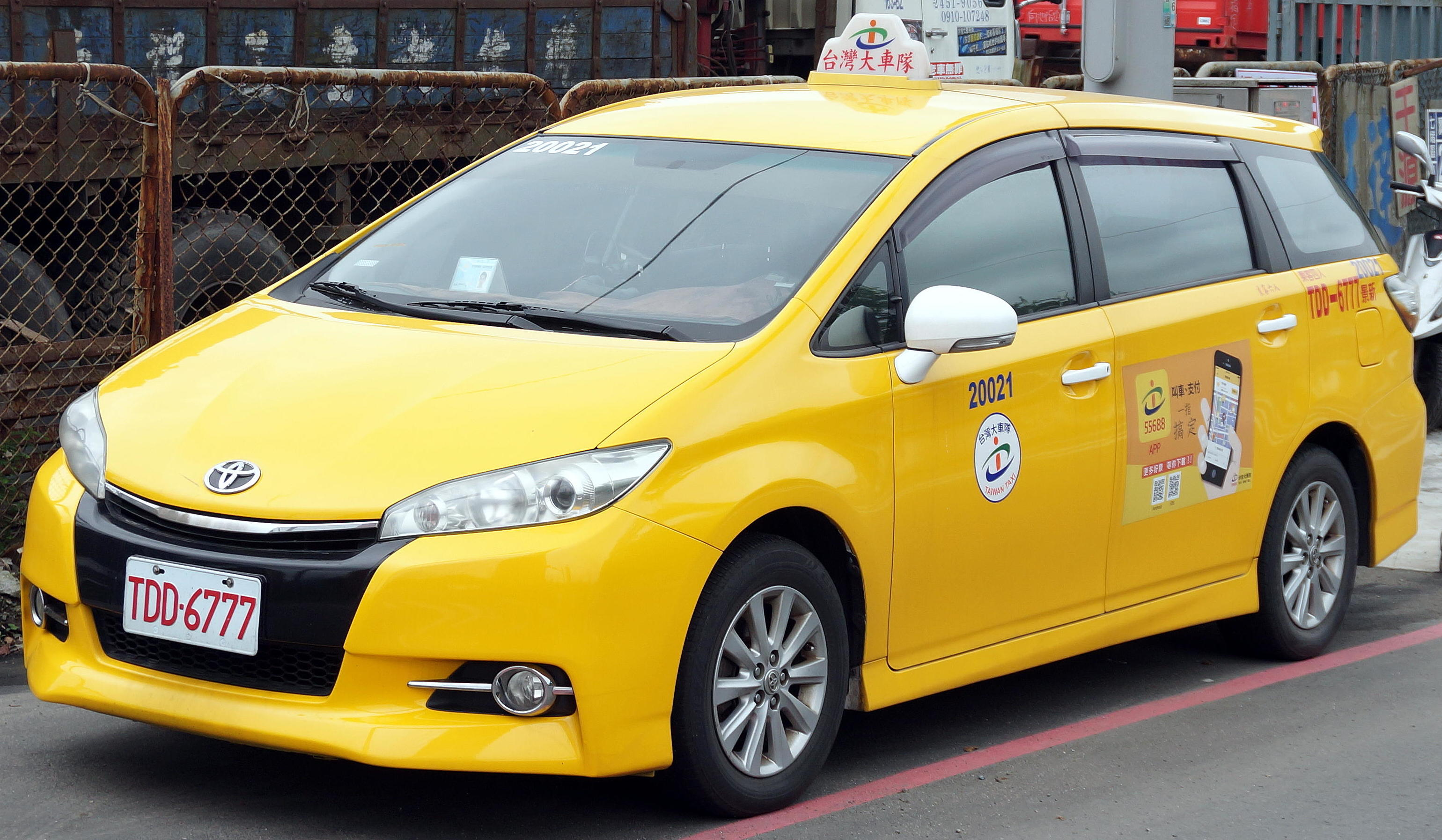
台湾仕様2012年型 　フロント（タクシー）
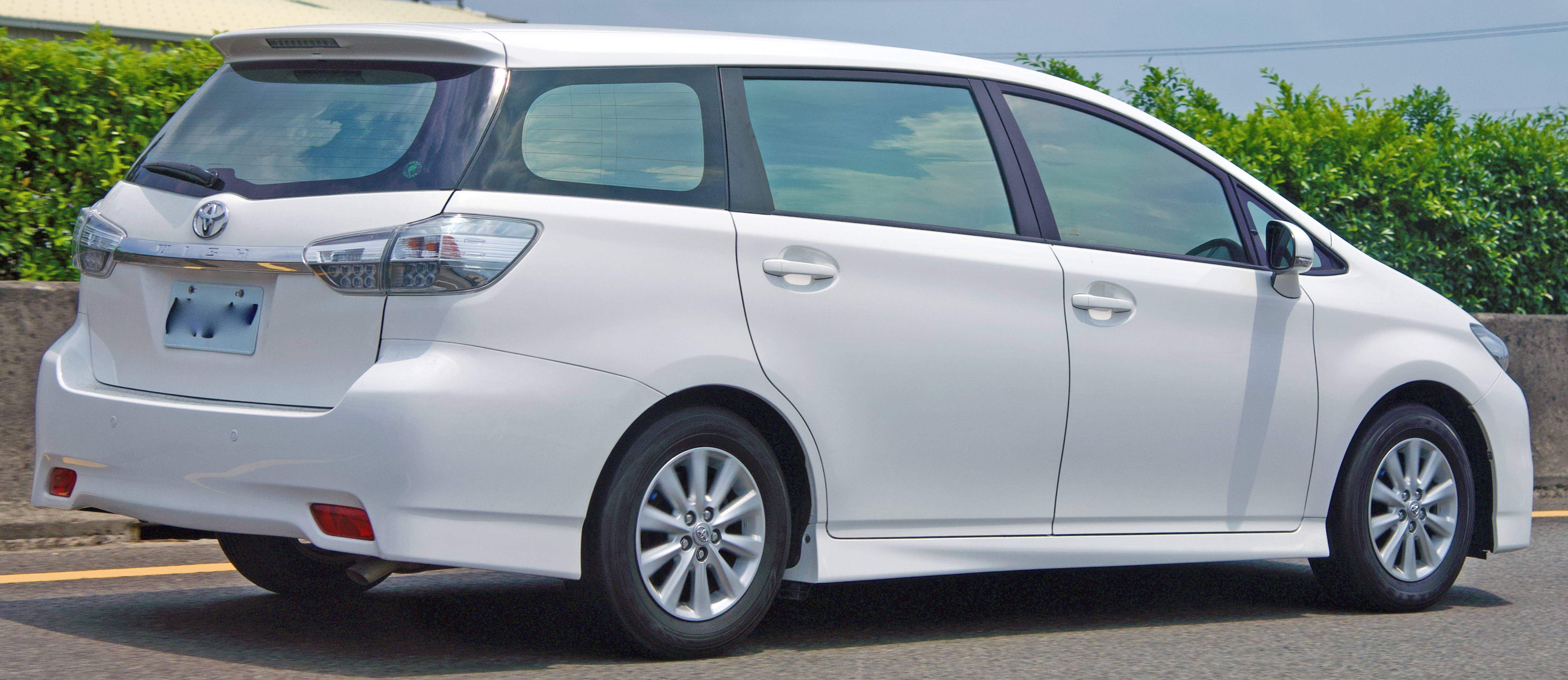
台湾仕様2012年型 　リヤ（タクシー）

## 日本国内での販売台数
| 西暦   | 年間販売台数 | 出来事           |
| ------ | ------------ | ---------------- |
| 2003年 | 158,658台    | 発売             |
| 2004年 | 126,531台    |                  |
| 2005年 | 92,006台     |                  |
| 2006年 | 78,142台     | マイナーチェンジ |
| 2007年 | 56,787台     |                  |
| 2008年 | 39,292台     |                  |
| 2009年 | 60,357台     | モデルチェンジ   |
| 2010年 | 59,447台     |                  |
| 2011年 | 36,766台     |                  |
| 2012年 | 36,513台     | マイナーチェンジ |
| 2013年 | 26,021台     |                  |
| 2014年 | 18,587台     |                  |
| 2015年 | 13,204台     |                  |
| 2016年 | 10,752台     |                  |
| 2017年 | 6,987台      | 生産終了         |

## 車名の由来
英語で「願う、望む」を意味する「wish」が由来。